# Мед з білим сиром
Див. також Каталонська кухня.

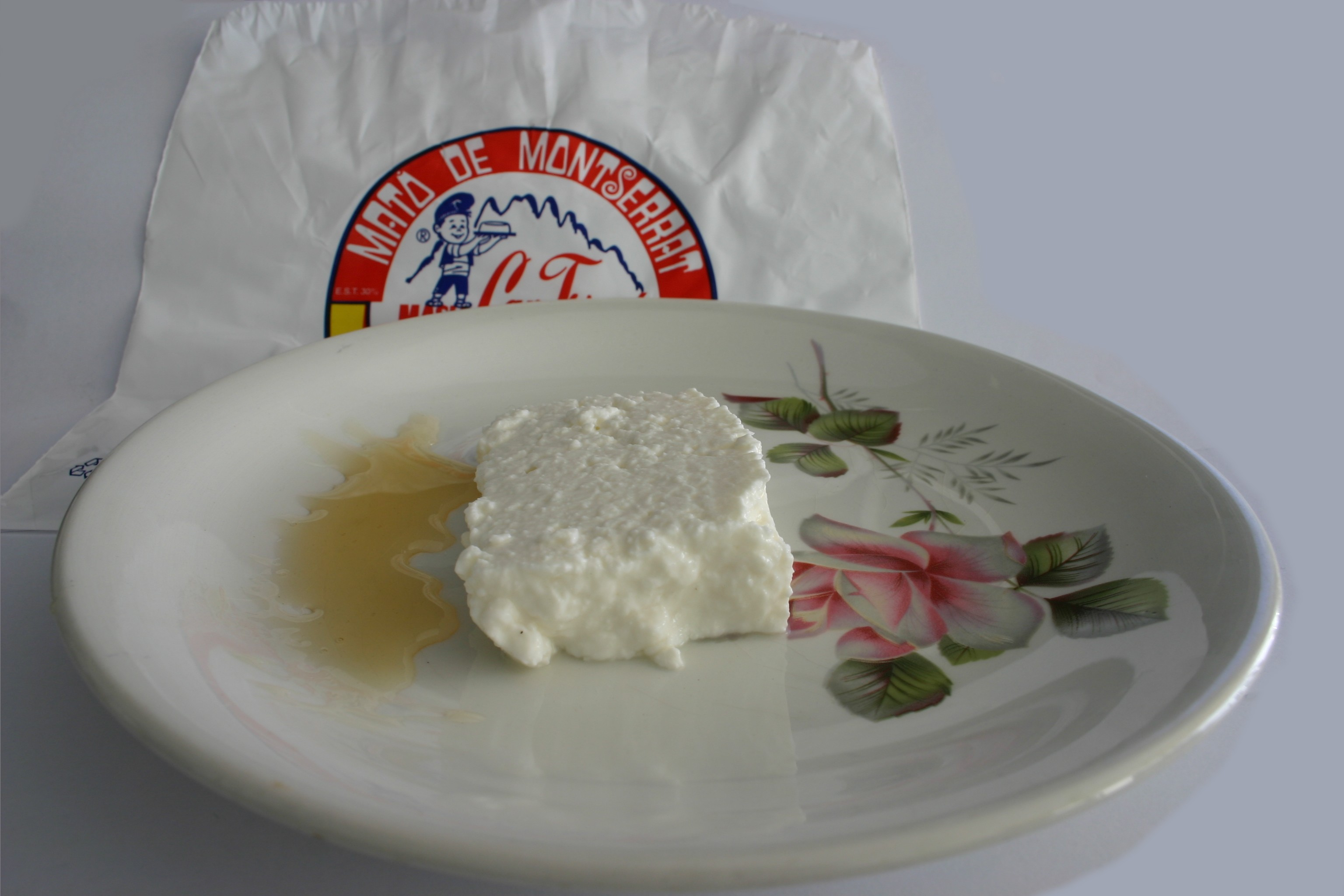
Мед з білим сиром з Монсаррата

Мед з бі́лим си́ром або мед з бі́лим си́ром з Монсарра́та (кат. mel i mató de Montserrat, вимова [mεł i məˈto]) — типовий традиційний десерт Каталонії. 
Як молочнокислу закваску для білого сиру використовують іспанський артишок або сік цитрини.